# Tiszavirágok
A tiszavirágok (Palingeniidae), a rovarok (Insecta) osztályába sorolt kérészek (Ephemeroptera) rendjének egyik családja; egyes rendszertanászok szerint a tarka kérészek (Ephemeridae) családjának alcsaládja[forrás?].

## Elterjedésük
Hazánkban egy fajuk él: a tiszavirág (Palingenia longicauda) Európa legnagyobb kérésze.

## Megjelenésük
A sötét barnásszürke szárnyak erezete igen sűrű, számos hosszanti és igen sok keresztérrel.
A hím első lábfeje két és félszer olyan hosszú, mint a comb. A potrohvégi végfonal csak a lárván fejlődik ki, a kifejlett példányokról már hiányzik.
Lárvái ásó típusúak; rágók fejhossznyira előrenyúlnak a fej elé. Hat tracheakopoltyújuk a potroh oldalán ered, a szélük rojtos.

## Életmódjuk, élőhelyük
Lárváik folyókban, patakokban vagy tavakban élnek, a szubimágók és az imágók ezek partvidékén, illetve felett repülnek.